# Bonhomme de Bourail
 (mai 2025).
Si vous disposez d'ouvrages ou d'articles de référence ou si vous connaissez des sites web de qualité traitant du thème abordé ici, merci de compléter l'article en donnant les références utiles à sa vérifiabilité et en les liant à la section « Notes et références ».

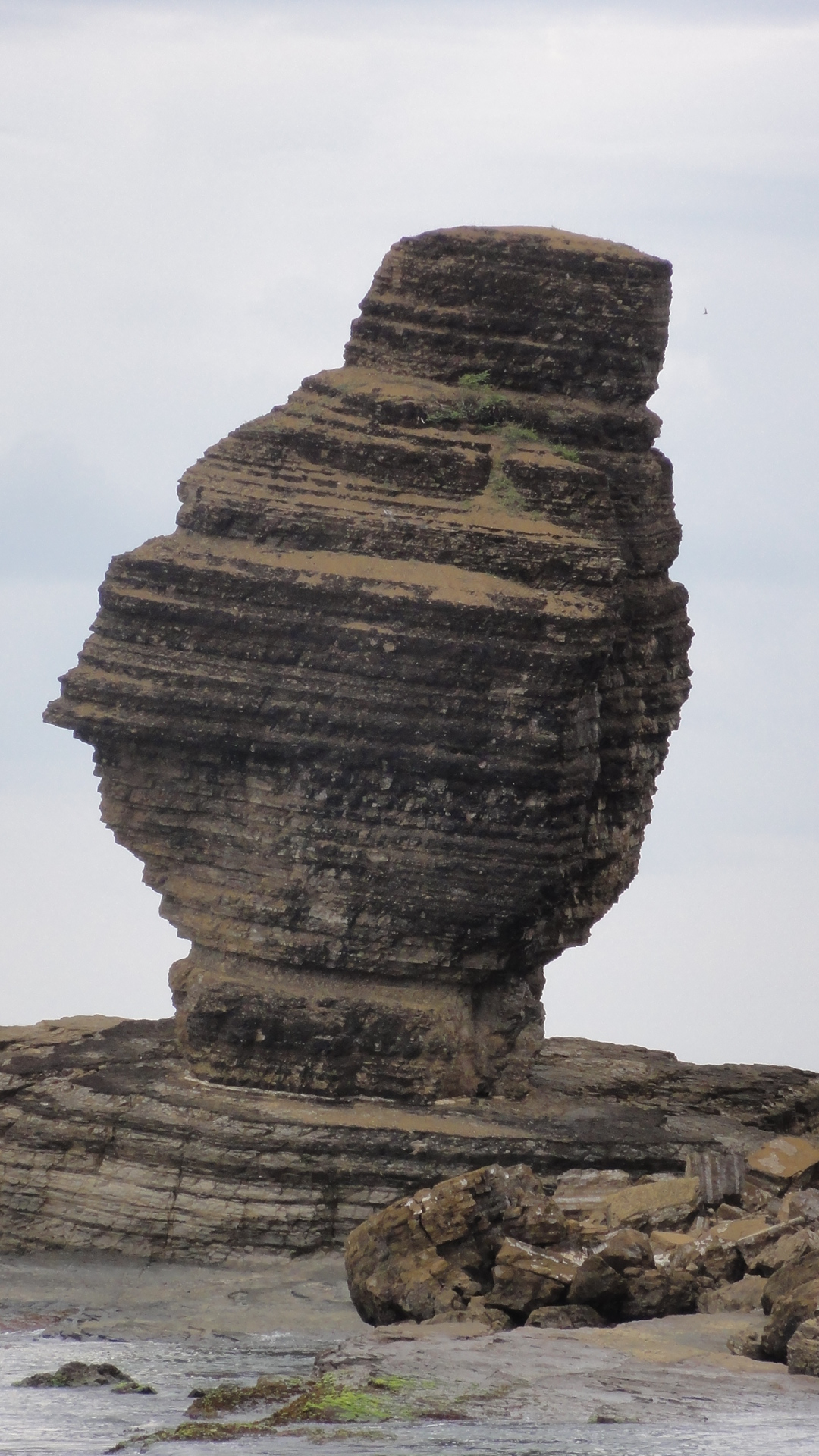
Bonhomme de Bourail.

Le Bonhomme de Bourail est un énorme monolithe sculpté par les vagues et incliné sur son socle situé à Bourail et plus précisément à la Roche Percée en Nouvelle-Calédonie.

## Caractéristiques
Le Bonhomme de Bourail est un flysch gréso-carbonaté. Le nom provient de la ressemblance du rocher avec une tête d'homme de profil, coiffé d'un chapeau.
La baignade est interdite autour du bonhomme en raison de courants dangereux. Depuis mars 2007, l'accès au bonhomme est interdit à la suite d'un nouvel écroulement de la Roche Percée.

## Symbolique

### Symbole de Bourail

Logo de la mairie de Bourail

Il représente un véritable symbole pour les Bouraillais mais aussi pour la Nouvelle-Calédonie en général. Toute la population espère que la mer épargnera « son » bonhomme et qu'il ne s'écroulera pas comme la Roche Percée. Il est présent sur plusieurs logos de la commune.

### Légende Kanak
Les Orôê et les Neku désignent l'actuelle Roche Percée, avec son Bonhomme, "Dixèlè-Poyâxè". Cet endroit où montagnes, arbres et dieux tournent sans cesse, comme un lieu de danse. Mais nul ne peut préciser si "Poyâxè" la danse, un lieu, ou un être quelconque. Or voici que les défunts dansent aussi sous terre, en un lieu où ils ne sont qu'admis qu'après plongé dans l'énorme trou naturel près du Bonhomme, du haut du Belvédère, et s'être présentés à l'entrée d'une grotte sous-marine. Un gardien du paradis les accueille en vérifiant si le lobe de leur oreille est percée. Aucune entrée dans ce séjour n'existe dans les montagnes du pays, elles sont toutes dans la mer. Le discours de deuil dépeignent la course du défunt vers le Bonhomme d'où il va se précipiter dans les flots.
Même de nos jours, après un enterrement, certains vieux disent qu'ils entendent le bruit du défunt se jetant dans les flots pour rejoindre le paradis des morts.

## Galerie photos

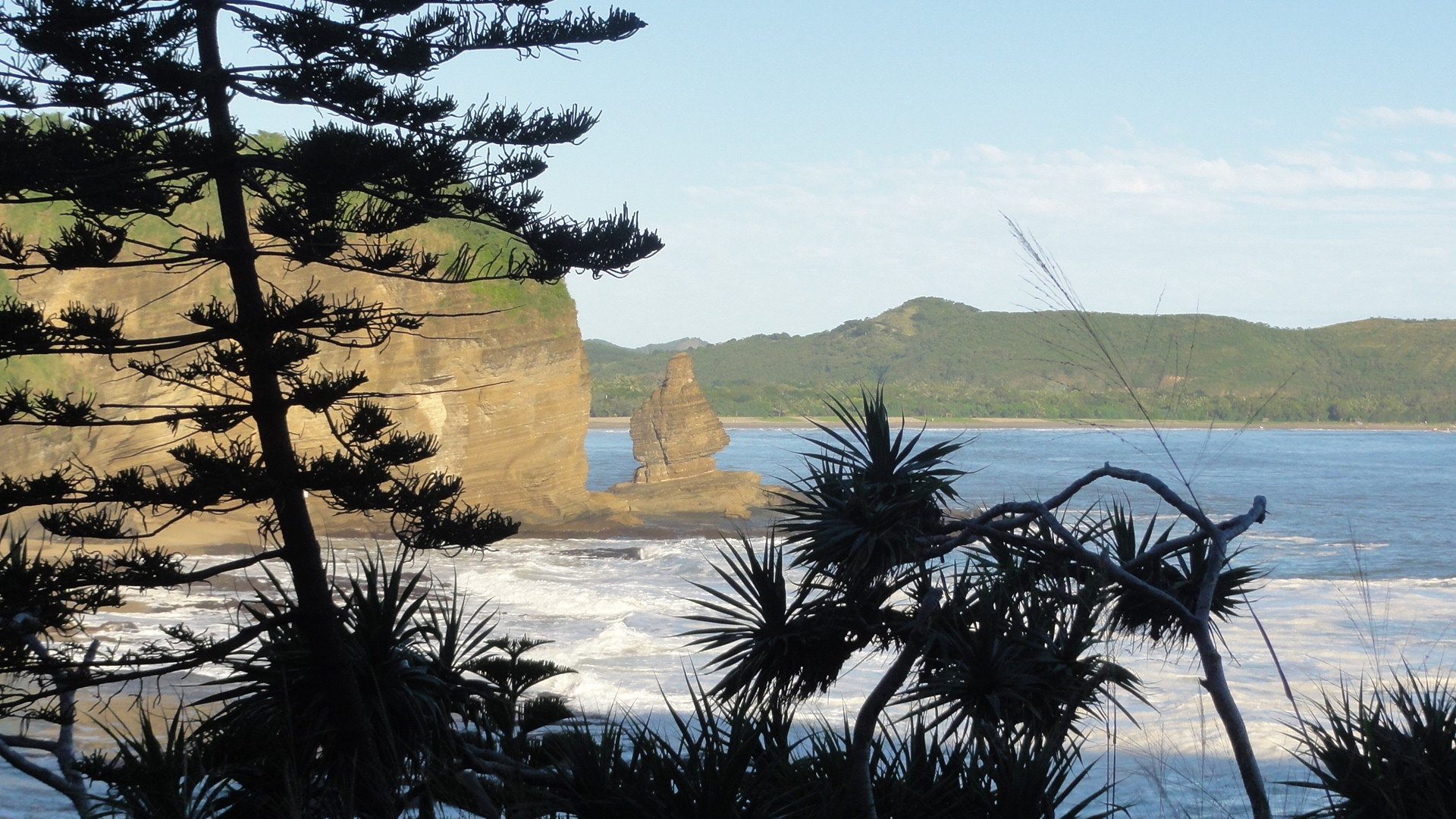
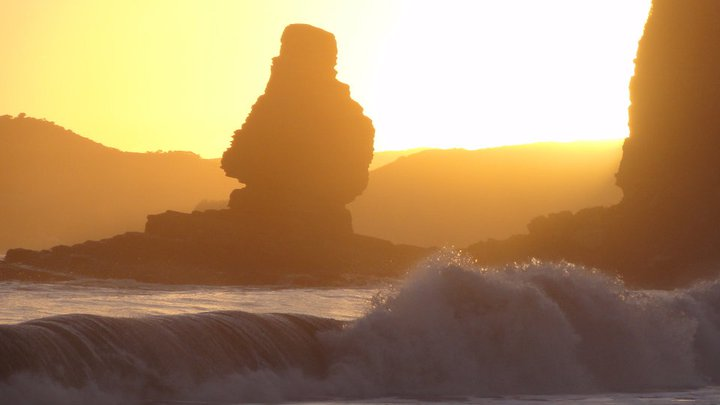
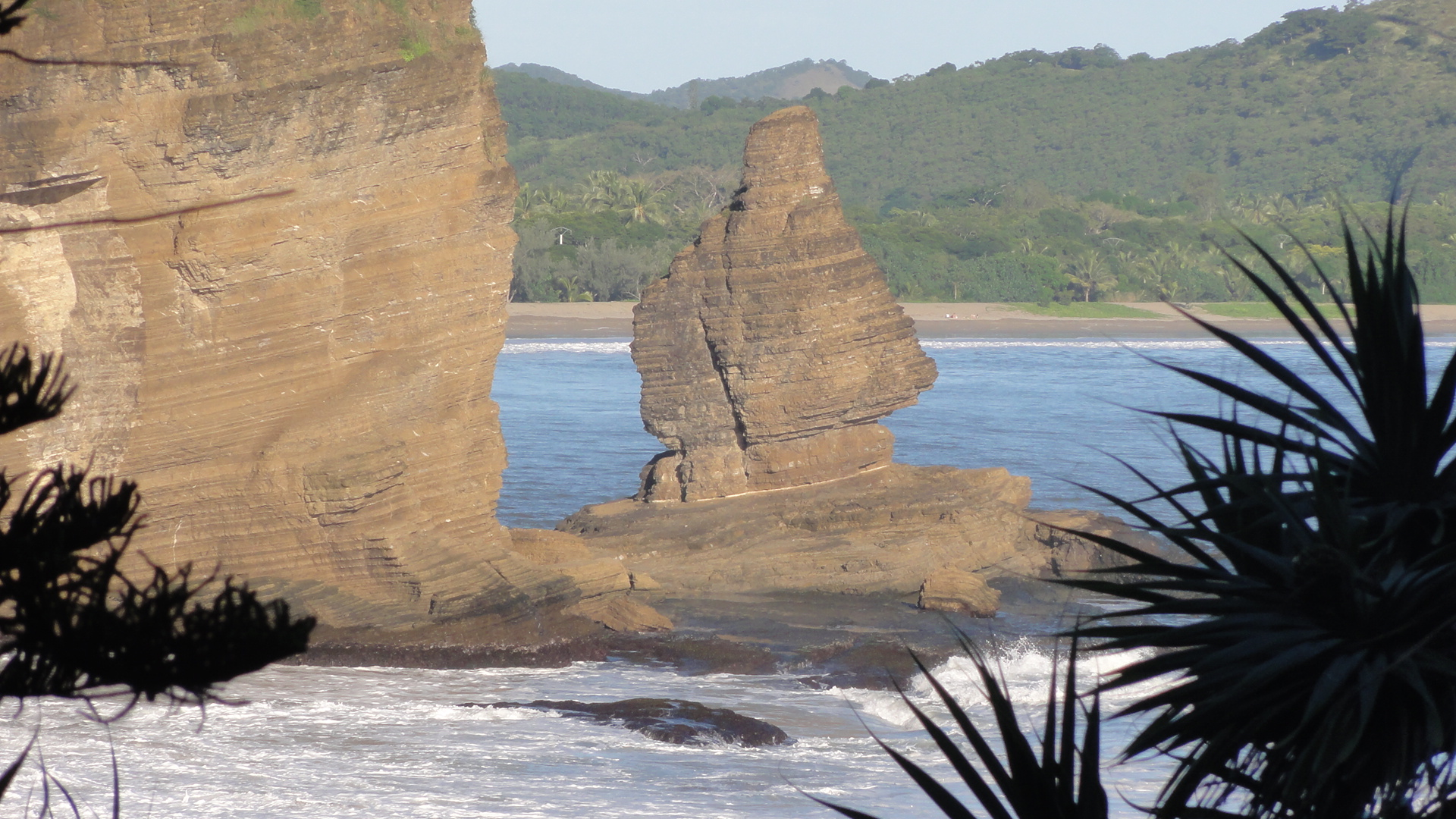
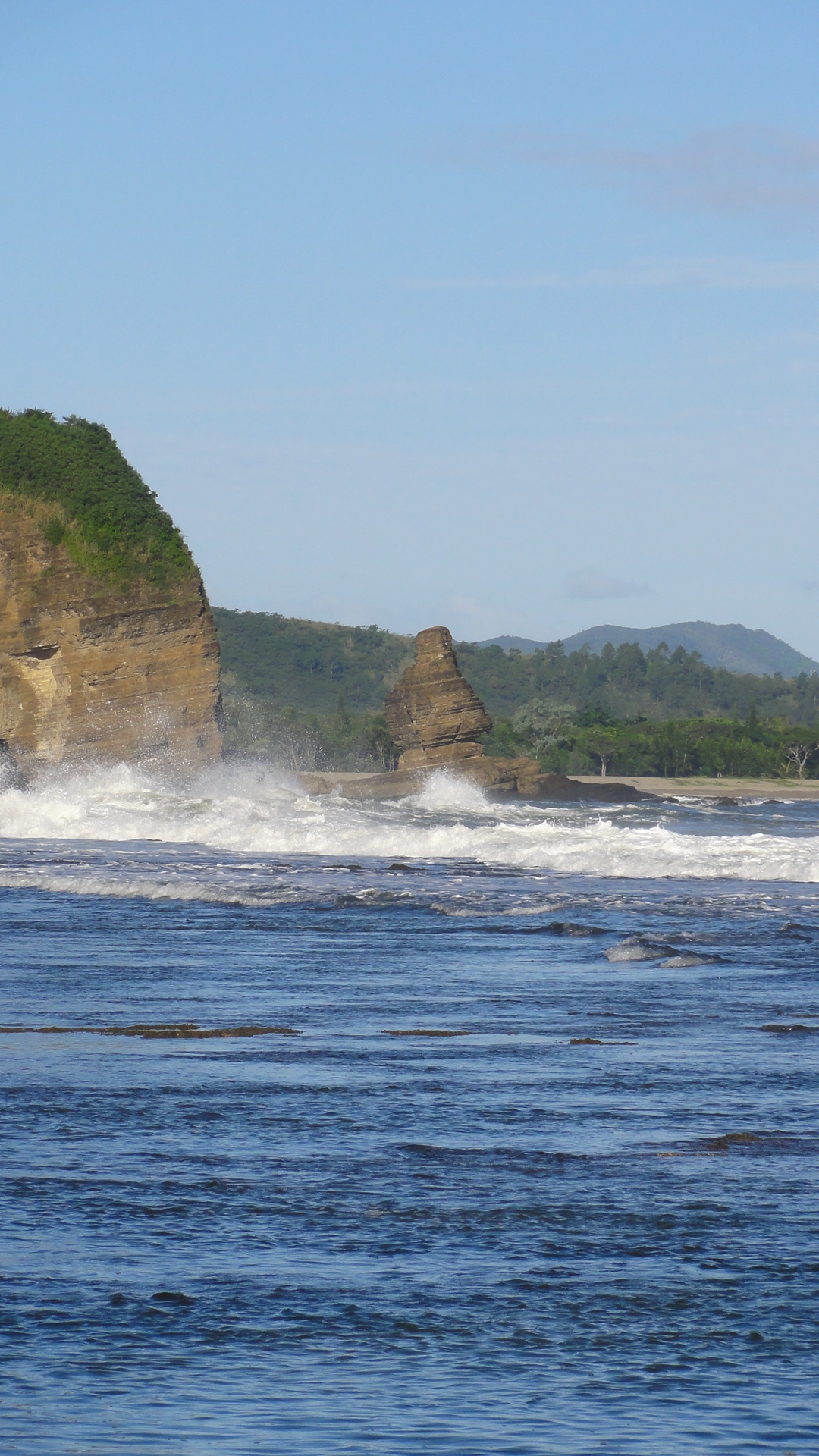
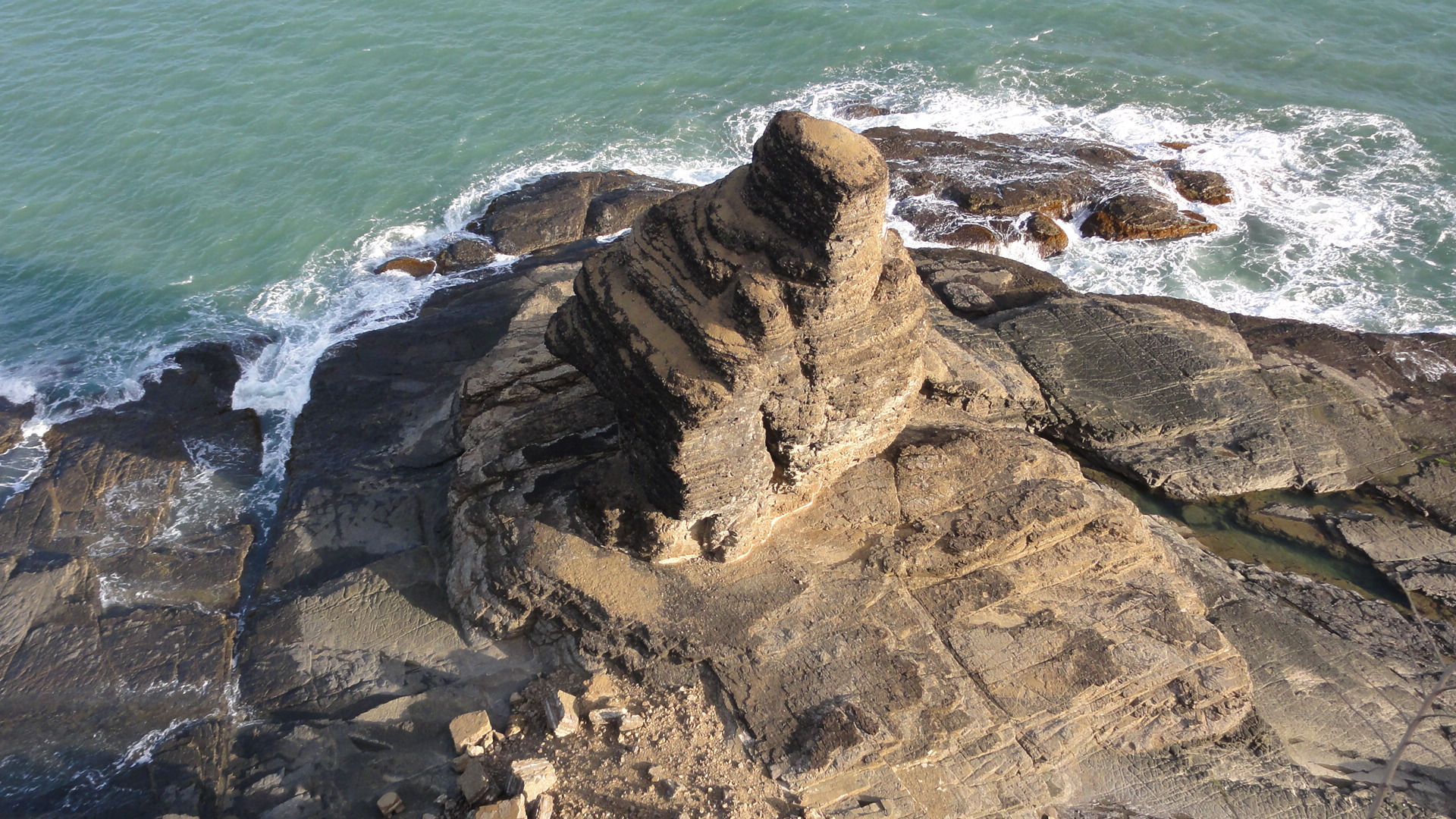